# دانشگاه ساوت‌همپتون
دانشگاه ساوت‌همپتون (به انگلیسی: University of Southampton) یک دانشگاه پژوهشی عمومی در ساوت‌همپتون، انگلستان است. این دانشگاه یکی از اعضای مؤسس گروه راسل در بریتانیا است و در  بین ۱۰۰ دانشگاه برتر جهان رتبه‌بندی شده‌است.